# Aleksandr Szotman
Aleksandr Wasiljewicz Szotman (ros. Алекса́ндр Васи́льевич Шо́тман, ur. 6 września 1880, zm. 30 października 1937 w Moskwie) – radziecki polityk i działacz partyjny.

## Życiorys
Miał wykształcenie średnie, od 1899 działał w SDPRR, między październikiem a listopadem 1913 członek KC SDPRR(b), od 1913 członek Rosyjskiego Biura KC SDPRR(b). W listopadzie 1913 aresztowany, potem skazany na zesłanie na 3 lata do Kraju Narymskiego, 19 marca 1917 amnestionowany po rewolucji lutowej, został członkiem Tomskiego Komitetu SDPRR(b). Od czerwca 1917 członek Piotrogrodzkiego Komitetu Okręgowego SDPRR(b), od listopada 1917 zastępca ludowego komisarza poczt i telegrafów RFSRR, od grudnia 1917 do stycznia 1918 deputowany do Wszechrosyjskiego Zgromadzenia Ustawodawczego, od maja 1918 do 1919 sekretarz Prezydium Najwyższej Rady Gospodarki Narodowej RFSRR. Od 1919 do 2 marca 1920 przewodniczący Uralsko-Syberyjskiej Komisji Rady Pracy i Obrony RFSRR, w 1920 przewodniczący Syberyjskiego Sownarchozu, od 1920 do 21 marca 1921 członek Kaukaskiego Biura KC RKP(b). Od 21 marca 1921 do 1922 członek Południowo-Wschodniego Biura KC RKP(b), w latach 1921-1922 przewodniczący Południowo-Wschodnich Krajowych Obrad Ekonomicznych, w latach 1922-1923 przewodniczący Obrad Ekonomicznych Karelskiej Komuny Pracowniczej, od lipca 1923 do 1924 przewodniczący Centralnego Komitetu Wykonawczego (CIK) Karelskiej ASRR. Od 31 maja 1924 do 26 stycznia 1934 członek Centralnej Komisji Kontrolnej RKP(b)/WKP(b), w tym od 2 czerwca 1924 do 2 grudnia 1927 zastępca członka Prezydium tej komisji, w latach 1924-1926 przewodniczący zarządu spółki akcyjnej "Radiopieriedacza", od 1926 szef Wydziału Kadr Prezydium Najwyższej Rady Gospodarki Narodowej, od 1928 dyrektor Moskiewskiej Rady Najwyższej Rady Gospodarki Narodowej. W 1929 kierował grupą Ludowego Komisariatu Inspekcji Robotniczo-Chłopskiej ZSRR, od 1930 członek Komitetu ds. Kamczatki i Sachalinu przy Radzie Pracy i Obrony ZSRR, w latach 1931-1937 pełnomocnik Prezydium WCIK do Spraw Specjalnych.
25 czerwca 1937 aresztowany, 29 października 1937 skazany na śmierć przez Wojskowe Kolegium Sądu Najwyższego ZSRR pod zarzutem udziału w antyradzieckiej organizacji terrorystycznej i następnego dnia rozstrzelany. 24 grudnia 1955 pośmiertnie zrehabilitowani.